# Linognathus ourebiae
Linognathus ourebiae är en insektsart som beskrevs av Werneck 1959. Linognathus ourebiae ingår i släktet Linognathus och familjen nötlöss. Inga underarter finns listade i Catalogue of Life.